# ماثيو فالفيرد
ماثيو فالفيرد (بالفرنسية: Mathieu Valverde)‏ ولد في (14 مايو 1983 في مونتريول) لاعب كرة قدم فرنسي يلعب حاليا لصالح نادي الدرجة الأولى بوردو الفرنسي في مركز حارس مرمى . يعتبر فالفيرد حارس المرمى الاحتياطي للأساسي أولريتش رامي بعد رحيل الاحتياطي السابق فريديريك رو سنة 2006 . في موسم 2008/2009 استطاع أن يساهم في تحقيق النادي 3 بطولات وهي كأس الأبطال الفرنسي ثم كأس الدوري الفرنسي ثم بطولة دوري الدرجة الأولى . .

## الإنجازات
- دوري الدرجة الأولى : 2008/2009
- كأس الدوري الفرنسي : 2006/2007 - 2008/2009
- كأس الأبطال الفرنسي : 2008/2009

## روابط خارجية
- ماثيو فالفيرد على موقع قاعدة بيانات كرة القدم.إي يو (الإنجليزية)
- ماثيو فالفيرد على موقع ليكيب (الفرنسية)
- ماثيو فالفيرد على موقع Soccerway.com (الإنجليزية)
- ماثيو فالفيرد على موقع عالم كرة القدم.نت (الإنجليزية)
- ماثيو فالفيرد على موقع كووورة